# Sempronii
Légende :
♦Patricien, ♦Plébéien, ♦Consulaire, ♦Sénatorial, ♦Équestre
Gens et Liste des gentes romaines
Les Sempronii (au singulier: Sempronius) sont les membres de la gens romaine Sempronia. Ils se divisent entre une branche patricienne, les Atratini, et des branches plébéiennes dont les Gracchi, la famille des célèbres frères Gracques.
Les Sempronii occupent de hautes magistratures tout le long de la République et ont pour cognomina principaux Atratinus pour les patriciens et Gracchus, Longus, Sophus et Tuditanus pour les plébéiens.

## Membres sous la République

### Branche patricienne
- Aulus Sempronius Atratinus, (v.-540 - ap.-482), consul en 497 et 491 av. J.-C.
  - Aulus Sempronius Atratinus, (v.-505 - ap.-444), tribun consulaire en 444 av. J.-C.
    - Caius Sempronius Atratinus, (v.-465 - ap.-423), consul en 423 av. J.-C.

  - Lucius Sempronius Atratinus, (v.-500 - ap.-443), consul en 444 av. J.-C. et censeur en 443 av. J.-C.
    - Aulus Sempronius Atratinus, (v.-470 - ap.-416), tribun consulaire en 425, 420 et 416 av. J.-C.
      - Aulus Sempronius Atratinus (es), (v.-430 - ap.-380), maître de cavalerie en 380 av. J.-C.
- Lucius Sempronius Atratinus, consul en 34 av. J.-C.
- Aulus Sempronius Atratinus, consul en 89 ap. J.-C.

### Branches plébéiennes

#### Sophi
- Caius Sempronius, (v.-395 - ?);
  - Publius Sempronius, (v.-370 - ?);
    - Publius Sempronius Sophus, (v.-345 - ap.-296), consul en 304 et censeur en 299 av. J.-C.
      - Publius Sempronius Sophus, (v.-310 - ap.-252), consul en 268 et censeur en 252 av. J.-C.

#### Blaesi
- Tiberius Sempronius, (v.-345 - ?);
  - Tiberius Sempronius, (v.-320 - ?);
    - Caius Sempronius Blaesus, (v.-295 - ap.-244), consul en 253 et 244 av. J.-C.
      - Caius Sempronius Blaesus, (v.-250 - ap.-210), tribun de la plebe en -211;
        - Caius Sempronius Blaesus, (v.-225 - ap.-170), édile plébéien en -187, préteur en -184;
        - Publius Sempronius Blaesus, (v.-220 - ap.-191), tribun de la plèbe en -191;

      - (Tiberius?) Sempronius Blaesus, (v.-245 - -217), questeur;

#### LongietGracchi
- Caius Sempronius, (v.-340 - ?);
  - Caius Sempronius, (v.-315 - ?);
    - Caius Sempronius, (v.-285 - ?);
      - Tiberius Sempronius Longus, (v.-260 - -210), consul en 218 av. J.-C.
        - Tiberius Sempronius Longus, (v.-235 - -174), consul en 194 av. J.-C.
          - Caius Sempronius Longus, (v.-200 - ap.-174);
            - ? (Sempronius Longus), (v.-170 - ?);
              - ? Caius (Sempronius) Longus, (v.-130 - ap.-96), légat;

        - Publius Sempronius Longus, (v.-230 - -183/2), proconsul d'Hispanie Ulterieur;

  - Tiberius Sempronius, (v.-310 - ?):
    - Tiberius Sempronius Gracchus, (v.-280 - ap.-238), consul en 238 av. J.-C.
      - Tiberius Sempronius Gracchus, (v.-255 - -212), maître de cavalerie en 216 et consul en 215 et 213 av. J.-C.
        - Tiberius Sempronius Gracchus, (v.-230 - -174), augure de -204 à -174;
          - ? Tiberius Veturius Gracchus Sempronianus, (v.-205 - ap.-174), augure, fils adoptif d'un Veturius;

      - Publius Sempronius Gracchus, (v.-250 - ?);
        - Publius Sempronius Gracchus, (v.-225 - ap.-189), tribun de la plèbe en -189;
        - Tiberius Sempronius Gracchus, (v.-220 - ap.-153), consul en 177 et 163 et censeur en 169 av. J.-C.
          - Sempronia, (v.-164 - ap.-101), épouse de Publius Cornelius Scipio Aemilianus;
          - Tiberius Sempronius Gracchus, (-162 - -133), tribun de la plèbe en -133;
          - Caius Sempronius Gracchus, (-153 - -121), tribun de la plèbe en -123;

#### Tuditani
- Marcus Sempronius, (v.-335 - ?);
  - Caius Sempronius, (v.-310 - ?);
    - Caius Sempronius, (v.-285 - ?);
      - Publius Sempronius Tuditanus, (v.-255 - ap.-199), censeur en 209 et consul en 204 av. J.-C.
        - Caius Sempronius Tuditanus, (v.-235 - -196), édile plébéiens en -198, préteur en -197;
          - Caius Sempronius Tuditanus, (v.-200 - ap.-146/5);
            - Gaius Sempronius Tuditanus, (v.-172 - ap.-129), consul en 129 av. J.-C.
              - Sempronius Tuditanus, (v.-140 - ?);
                - Sempronia, (v.-110 - ap.-52), épouse de Marcus Fulvius Flaccus Bambalio;

              - Sempronia Tuditana, (v.-140 - ?), épouse Hortensius;

      - Marcus Sempronius Tuditanus, (v.-250 - ?);
        - Marcus Sempronius Tuditanus, (v.-230 - -174), consul en 185 av. J.-C.

    - Marcus Sempronius Tuditanus, (v.-280 - ap.-230), consul en 240 et censeur en 230 av. J.-C.

## Membres sous le Principat

### Sempronii Senecio
Les Sempronii Senecio sont inscrits dans la Tribu Quirina.
- Lucius (Sempronius), (v.50 - ?);
  - Lucius Sempronius Senecio, (v.70 - ap.v.115), chevalier romain;
    - Lucius Sempronius Tiro, (v.95 - ap.v.115);
      - ? (Lucius Sempronius), (v.120 - ?);
        - ? Lucius Sempronius Senecio, (v.150 - ap.209), consul suffect, proconsul d'Asie;

### Autres
- Lucius Sempronius Merula Auspicatus, consul suffect en 121.